# Axel Brademann
Axel Brademann (* 29. Dezember 1955) ist ein ehemaliger deutscher Fußballspieler im Bereich des DDR-Fußball-Verbandes. In dessen höchster Liga, der Oberliga, spielte Brademann für den 1. FC Union Berlin.

## Sportliche Laufbahn
Brademanns Fußball-Laufbahn begann 1965 im brandenburgischen Fernneuendorf und setzte sich 1967 bei der SG Sperenberg/Kummersdorf fort. Von 1970 bis 1974 spielte Brademann als Torwart in der Juniorenmannschaft von Fichte Baruth. Mit der Spielberechtigung für den Männerbereich wurde er zur Saison 1974/75 zur zweitklassigen Betriebssportgemeinschaft (BSG) Motor Babelsberg delegiert. Dort spielte er als Stürmer in der DDR-Liga, bis er im November 1976 zum Wehrdienst eingezogen wurde. In den folgenden 18 Monaten konnte er bei der Spielgemeinschaft Vorwärts/Motor Teltow in der drittklassigen Bezirksliga Potsdam weiter Fußball spielen. Nachdem er im April 1978 aus der Armee entlassen worden war, war er bis zum Ende der Saison 1978/79 wieder für Motor Babelsberg aktiv. In dieser Saison wurde er mit zehn Treffern Torschützenkönig der BSG Motor.
Im Sommer 1979 wurde Brademann zum Oberligisten 1. FC Union Berlin delegiert. Trainer Heinz Werner setzte ihn von Beginn an als Ersatz für den alternden Michael Paschek als Mittelstürmer ein. Brademann fügte sich sofort in die neue Umgebung ein und bestritt sämtliche 26 Punktspiele. Lediglich seine Torausbeute mit nur zwei Treffern ließ zu wünschen übrig. Am Ende der Saison 1979/80 musste der 1. FC Union in die DDR-Liga absteigen. In der Liga-Saison 1980/81 konnte Brademann seine Torqualitäten mit neun Treffern zwar verbessern, bestritt aber nur 15 der 22 Punktspiele, wobei er auch noch fünfmal ausgewechselt wurde. Erst gegen Ende der Saison fand er wieder stärker Berücksichtigung, so kam er in allen acht Spielen der Aufstiegsrunde zum Einsatz. Trotz dieser Steigerung plante Heinz Werner nach der verpatzten Aufstiegsrunde für 1981/82 nicht mehr mit Brademann, dieser wurde zu Motor Babelsberg zurückgeschickt.
In Babelsberg spielte Brademann von 1981 bis 1985 wieder Zweitligafußball. 1982 wurde er mit 19 Treffern nach 1979 erneut bester Schütze der Babelsberger. 1985 wechselte er 29-jährig zum Drittligisten BSG Turbine Potsdam in die Bezirksliga, wo er auch wieder als Torwart eingesetzt wurde.

## Stationen
- 1974 bis 1976: BSG Motor Babelsberg
- 1976 bis 1978: Vorwärts/Motor Teltow
- 1978 bis 1979: BSG Motor Babelsberg
- 1979 bis 1981: 1. FC Union Berlin
- 1981 bis 1985: BSG Motor Babelsberg
- ab 1985: BSG Turbine Potsdam